# Encyrtus teuteus
Encyrtus teuteus är en stekelart som beskrevs av Walker 1837. Encyrtus teuteus ingår i släktet Encyrtus och familjen sköldlussteklar. Inga underarter finns listade i Catalogue of Life.